# Crystal World
Crystal World è l'album discografico di debutto da solista della cantante scozzese Marnie, già conosciuta come membro dei Ladytron. L'album è stato pubblicato nel 2013.

## Il disco
Il disco è stato registrato a Reykjavík, in Islanda, nella seconda parte del 2012, con l'ausilio di diversi musicisti e produttori: Daniel Hunt, membro come Marnie dei Ladytron, il musicista e compositore islandese Barði Jóhannsson e, per una traccia, il produttore e musicista italiano Alessandro Cortini.
L'album è stato pubblicato su internet attraverso PledgeMusic e dopo in formato fisico dall'etichetta belga Les Disques du Crépuscule.
Il singolo di lancio è stato The Hunter, diffuso nel mese di agosto 2013, anche se il videoclip del brano era stato diffuso nel maggio dello stesso anno. Di questa traccia è stata pubblicata anche una versione remix in occasione del Record Store Day 2014 (19 aprile), versione a cui ha collaborato Stephen Morris (Joy Division, New Order).

## Tracce
Testi e musiche di Marnie.
1. The Hunter – 4:13
2. We Are the Sea – 5:09
3. Hearts on Fire – 5:04
4. Violet Affair – 3:38
5. The Wind Breezes On – 3:58
6. Sugarland – 3:22
7. High Road – 3:43
8. Laura – 5:13
9. Submariner – 7:39
10. Gold – 5:09